# دیمیتریوس تیونانیس
دیمیتریوس تیونانیس (یونانی: Δημήτριος Τσιονάνης؛ زادهٔ ۳۱ اوت ۱۹۶۱) بازیکن فوتبال اهل یونان است.
وی همچنین در تیم ملی فوتبال یونان بازی کرده‌است.